# Базиліка Святого Хреста (Варшава)

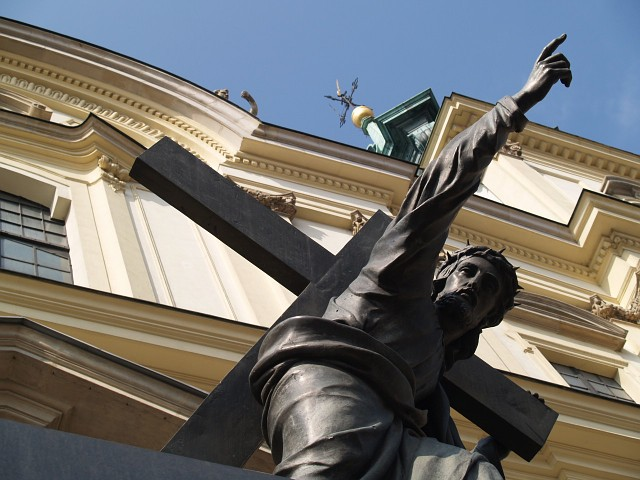
Скульптура Анджея Прушинського «Христос, що несе хрест»

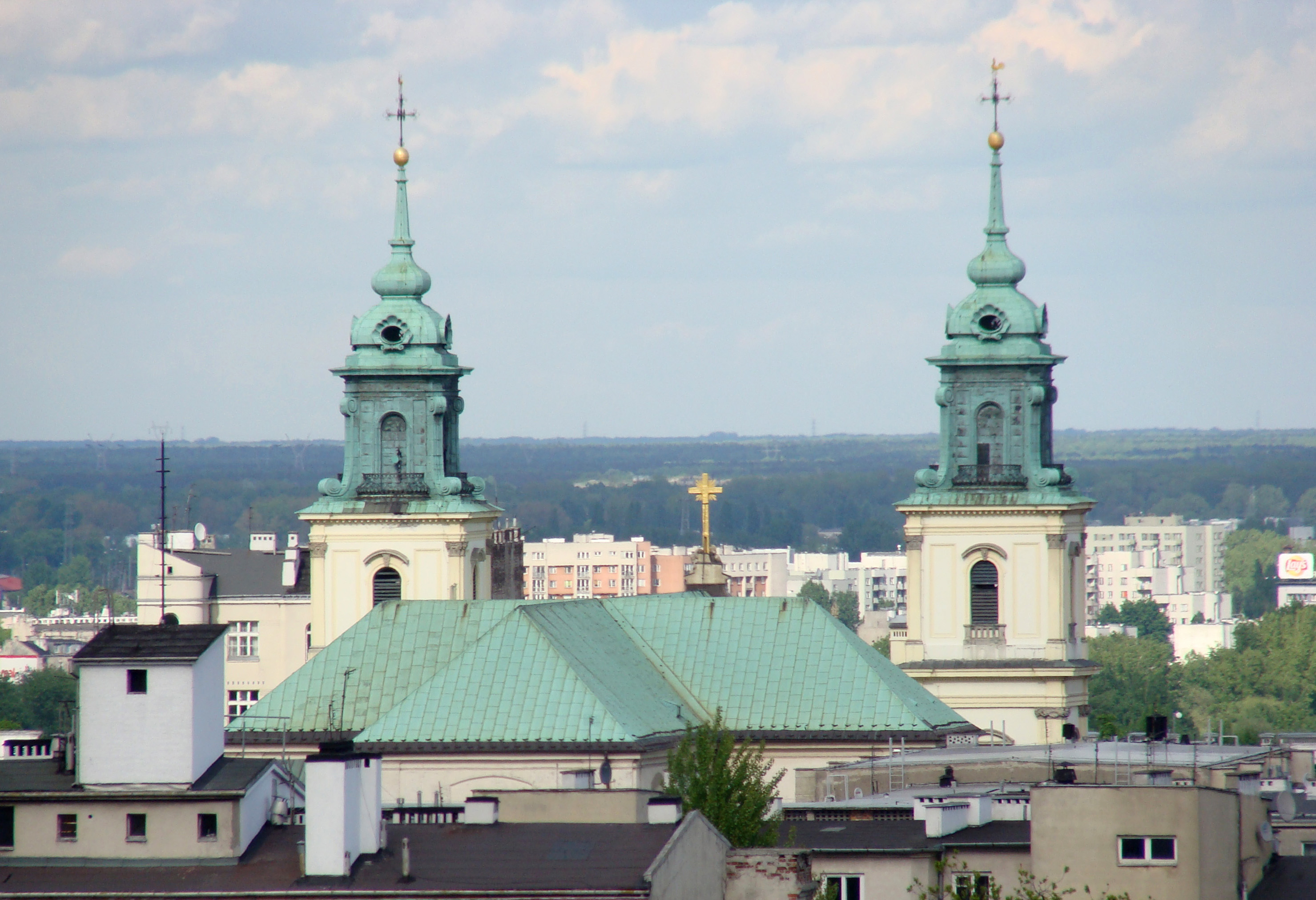
Мідні дах і дзвіниці церкви з висоти пташиного польоту

Бази́ліка Свято́го Хреста́ (пол. Kościół Świętego Krzyża) — храм у Варшаві, розташований на вулиці Краківське передмістя, що належить католицькому ордену лазаристів.
Спочатку, на цьому місці стояла каплиця Святого Хреста, згадки про неї датуються 1510 роком. В 1525 році тут стояла дерев'яна церква що належала кафедрі св. Івана Хрестителя. 1615 року церква була перебудована, а 1653 — передана чернечому ордену лазаристів і стала центральним храмом ордену у Польщі.
Сучасна будівля була побудована в 1679—1696 роках в стилі бароко. Його проектувальником був королівський придворний архітектор Йозеф Шимон Беллотті, а фундаторами — абат Щука і примас Міхал Стефан Радзейовський, який освятив церкву 14 жовтня 1696 року.
Вежі, вкриті пізньобароковими куполами (1725—1737) виконані Йозефом Фонтаною. Фасад (1756) розроблений Якубом Фонтаною, прикрашений статуями роботи Яна Юрія Плерша.
В колонах храму поховані урни з серцями Фридерика Шопена (епітафія з каррарського мармуру зроблена в 1880 році Леонардом Марконі) і Владислава Реймонта (1929). У храмі є також епітафії Болеслава Пруса, Ігнація Крашевського, Юліуша Словацького та Владислава Сікорського.
В перші дні Другої світової війни храм був зруйнований. Були знищені також картини «Вечеря Господня» Франциска Смуглевича і «Розп'яття» Юрія Семигиновського. Під час Варшавського повстання, 6 вересня 1944 року, німці внесли до святині дві самохідні міни «Голіаф». Вибух зруйнував фасад храму, склепіння над нижньою церквою, Великий вівтар, вівтар св. Роха і св. Вінсента де Поля.
Храм був відбудований в 1945—1953 роках. З 1965 року при церкві збирається академічна спільнота «Древо життя» (Drzewo życia). У 2003 році папа Іван Павло ІІ надав церкві статусу Малої базиліки (basilica minor).

## Статуя Ісуса Христа
Перед храмом у 1858 році встановлено статую Ісуса Христа, що несе хрест, відлиту з бетону у майстерні Ферранте Марконі, за проектом Анджея Прушинського, коштом Анджея Замойського. По кількох роках на скульптурі з'явились тріщини. На сторінках журналу «Вендровєц» уміщено заклик до пожертв для відливання скульптури у бронзі. У 1887 році психічно хворий чоловік пошкодив скульптуру, відірвавши руку Христа. Це прискорило прийняття рішення про виконання відливку у бронзі. Статую точно відтворено у 1889 році в Римі Піусом Велонським. Пам'ятник встановлено 2 листопада на новому фундаменті з чорного граніту, спроектованому Стефаном Шиллером із позолоченим написом Sursum Corda (вгору серця).
Бетонну статую Христа перевезено до Крушини і розміщено на гробівці Любомирських. Нині знаходиться перед тамтешнім парафіяльним Костелом св. Матвія Апостола.
У вересні 1944 року внаслідок детонації «Голіафів», бронзова фігура Христа впала на бруківку і лежала з рукою знесеною вгору, вказуючи на напис на цоколі. 22 жовтня 1944 року німці вивезли її з Варшави з метою переплавлки, однак разом із пам'ятником Миколаєві Копернику, викинули до придорожного рову в Гайдуках Низьких, де статуї знайдено польськими солдатами. Обидва пам'ятники перевезено до Варшави і відреставровано в майстерні братів Лопєнських. Статую наново постала перед костелом 19 липня 1945 року, освячена у присутності президента Республіки Польща Болеслава Берута і представників уряду, що прибули на відкриття пам'ятника Миколаєві Копернику.

## Вівтар Вітчизни
Нині в базиліці триває реконструкція знищеного під час варшавського повстання вівтаря Найсвятішого Сакраменту і Святої Трійці в правій наві, свого часу виготовленого за проектом Тильмана Ґамерського. Завершення відбудови храму і вірне відтворення вівтаря повинні стати вшануванням 25 річниці понтифікату Івана Павла II і надання статусу Малої базиліки. У березні 2004 року на прохання парафіян Іван Павло ІІ підписав урочистий акт про відбудову вівтаря Найсвятішого Сакраменту. Висловив також волю, аби з огляду на виняткове значення храму для Варшави і цілої Польщі, вівтар було названо Вівтарем Вітчизни.

## Надавання меси по радіо
З 21 вересня 1980 року щонеділі, з 9.00 до 10.00 (за польським часом) транслюється наживо меса. За часів ПНР надавання велось на хвилях ІІ та IV каналів Польського радіо. З 1989 року і дотепер на І каналі. 
Радіотрансляція стала результатом перемовин поміж урядом та страйкарями корабельні в Гданську, яке знайшло своє втілення в протоколі порозуміння від 31 серпня 1980 року.